# Perina Lokure Nakang
Perina Lokure Nakang (* 1. Januar 2003) ist eine südsudanesische Leichtathletin, die sich auf den Mittelstreckenlauf spezialisiert hat und für das Refugee Olympic Team an den Start geht.

## Sportliche Laufbahn
Perina Lokure Nakang floh aus dem Südsudan nach Kenia und lebte in Kakuma in Kenia und besuchte eine Schule in Kapsabet. 2023 startete sie im 800-Meter-Lauf bei den Weltmeisterschaften in Budapest und schied dort mit 2:15,84 min in der ersten Runde aus. Im Jahr darauf wurde sie bei den Crosslauf-Weltmeisterschaften 2024 in Belgrad nach 41:48 min 75. im Einzelrennen. Im August nahm sie über 800 Meter an den Olympischen Spielen in Paris teil und schied dort mit 2:11,33 min in der Hoffnungsrunde aus.

## Persönliche Bestzeiten
- 800 Meter: 2:08,20 min, 2. August 2024 in Paris